# Hartley (Iowa)
Hartley é uma cidade localizada no estado americano de Iowa, no Condado de O'Brien.

## Demografia
Segundo o censo americano de 2000, a sua população era de 1733 habitantes.
Em 2006, foi estimada uma população de 1551, um decréscimo de 182 (-10.5%).

## Geografia
De acordo com o United States Census Bureau tem uma área de
3,3 km², dos quais 3,3 km² cobertos por terra e 0,0 km² cobertos por água. Hartley localiza-se a aproximadamente 442 m acima do nível do mar.

## Localidades na vizinhança
O diagrama seguinte representa as localidades num raio de 20 km ao redor de Hartley.